# 86. pehotna divizija (ZDA)
86. pehotna divizija (izvirno angleško 86th Infantry Division) je bila pehotna divizija Kopenske vojske ZDA.

## Zgodovina
Divizija je bila ena izmed dveh zadnjih divizij, ki so jih poslali na evropsko bojišče med drugo svetovno vojno.